# Cardington (Shropshire)
Cardington is een civil parish in het bestuurlijke gebied Shropshire, in het Engelse graafschap Shropshire.